# Gina Lückenkemper
Gina Lückenkemper (Hamm, 21 de noviembre de 1996) es una deportista alemana que compite en atletismo, especialista en las carreras de velocidad.
Participó en tres Juegos Olímpicos de Verano, obteniendo una medalla de bronce en París 2024, en la prueba de 4 × 100 m, el cuarto lugar en Río de Janeiro 2016 y el quinto en Tokio 2020, también en el relevo 4 × 100 m.
Ganó una medalla de bronce en el Campeonato Mundial de Atletismo de 2022 y seis medallas en el Campeonato Europeo de Atletismo entre los años 2016 y 2022.

## Palmarés internacional
| Juegos Olímpicos   | Juegos Olímpicos         | Juegos Olímpicos  | Juegos Olímpicos |
| Año                | Lugar                    | Medalla           | Prueba           |
| ------------------ | ------------------------ | ----------------- | ---------------- |
| 2024               | París (Francia)          | Medalla de bronce | 4 × 100 m        |
| Campeonato Mundial |                          |                   |                  |
| Año                | Lugar                    | Medalla           | Prueba           |
| 2022               | Eugene (Estados Unidos)  | Medalla de bronce | 4 × 100 m        |
| Campeonato Europeo |                          |                   |                  |
| Año                | Lugar                    | Medalla           | Prueba           |
| 2016               | Ámsterdam (Países Bajos) | Medalla de bronce | 200 m            |
| 2016               | Ámsterdam (Países Bajos) | Medalla de bronce | 4 × 100 m        |
| 2018               | Berlín (Alemania)        | Medalla de plata  | 100 m            |
| 2018               | Berlín (Alemania)        | Medalla de bronce | 4 × 100 m        |
| 2022               | Múnich (Alemania)        | Medalla de oro    | 100 m            |
| 2022               | Múnich (Alemania)        | Medalla de oro    | 4 × 100 m        |